# Hubert Pierlot
Hubert Marie Eugène Pierlot (Cugnon, 23 december 1883 – Ukkel, 13 december 1963) was de Belgische eerste minister van 1939 tot 1945.

## Levensloop
Hubert, 1ste graaf Pierlot, werd geboren in Cugnon in de provincie Luxemburg als zoon van de industrieel Louis Pierlot en Léonie Haverland. Hij studeerde aan de Katholieke Universiteit Leuven en behaalde de diploma's van doctor in de rechten en van licentiaat in de politieke en sociale wetenschappen. Hij vestigde zich als advocaat.
In augustus 1914 werd hij oorlogsvrijwilliger bij de Ardeense Jagers en vijf jaar later zwaaide hij af met de graad van luitenant. In het reservekader promoveerde hij tot majoor.
Pierlot trouwde in 1919 met Marie-Louise Dekinder (1894-1980), met wie hij zeven kinderen zou krijgen.
In 1919 en 1920 was hij kabinetschef van eerste minister Léon Delacroix.

### Politieke loopbaan
Op 23 december 1925 volgde hij de overleden Edouard Richard op als volksvertegenwoordiger voor het arrondissement Neufchâteau-Virton. Dit ambt hield hij slechts een week, want hij werd senator: van 1926-1936 provinciaal senator voor Luxemburg en van 1936-1946 rechtstreeks verkozen senator voor het arrondissement Aarlen-Marche-Bastenaken-Neufchâteau-Virton (verkozen in 1936 en 1939).
In de vooroorlogse periode was hij minister:
- van Binnenlandse Zaken (1934-35)
- van Landbouw (1936-39).

Pierlot speelde ook een rol in de katholieke partij:
- 1934: lid van de algemene vergadering van de Katholieke Unie van België als afgevaardigde van het arrondissementsverbond Neufchâteau,
- mei 1935 - juli 1936: voorzitter van het Katholiek Verbond van België.

### Eerste minister
In februari 1939 was hij één week premier: zijn coalitie met de socialistische Belgische Werkliedenpartij kreeg te weinig steun voor haar deflatieprogramma. Daarop werd het parlement ontbonden.
Na de verkiezingen vormde Pierlot in april 1939 met de liberalen een kabinet dat na het uitbreken van de Tweede Wereldoorlog op 3 september werd uitgebreid met enkele prominente socialisten als Hendrik de Man (vicepremier, tot 5 januari 1940) en Paul-Henri Spaak (Buitenlandse Zaken).
Pierlot en zijn regering kwamen in mei 1940 in scherp conflict met koning Leopold III, toen deze zonder instemming van zijn ministers op 28 mei besloot te capituleren en zich gevangen te laten nemen door de Duitsers. In een radioboodschap distantieerde Pierlot zich van de koning en nam geen verantwoordelijkheid voor diens houding: "Geen enkele houding van de koning kan enig effect hebben als die niet door de regering wordt gedekt. Door de band met de bevolking te verbreken, plaatst de koning zich onder het gezag van de bezetter. Hij is bijgevolg niet meer in staat te regeren, want de functie van staatshoofd kan niet worden uitgeoefend onder controle van de bezetter. In afwachting zal de grondwettelijke macht van de koning worden uitgeoefend door de regering, verenigd in raad en onder haar verantwoordelijkheid worden uitgeoefend". Volgens artikel 82 van de Grondwet gaat de macht van de koning over op de ministerraad als de koning in de onmogelijkheid verkeert te regeren.
Op 31 mei 1940 kwamen een aantal gevluchte Belgische parlementsleden bijeen in Limoges. Het was geen officiële vergadering van de Kamers, maar de bijeenkomst had een grote symbolische betekenis. Pierlot en Spaak legden uit wat er allemaal gebeurd was. De parlementsleden keurden hun houding unaniem goed. Sommigen eisten de afzetting van Leopold, maar daar verzette Pierlot zich tegen. Hij kondigde aan de strijd te zullen voortzetten aan de zijde van Frankrijk. Maar na de Frans-Duitse wapenstilstand en ook op basis van nieuwe informatie over de houding van de koning, zocht hij weer contact met Brussel. Maar Leopold hulde zich in stilzwijgen. De Duitsers verboden de terugkeer van de Belgische ministers naar Brussel.

### Regering in Londen
Na lang aarzelen vluchtte Pierlot eind augustus 1940 naar Engeland, waar hij pas in oktober arriveerde, na een korte gevangenschap in Spanje. Tot 1944 leidde hij er de Belgische regering in ballingschap.
Gedurende vier jaar werd de terugkeer naar België voorbereid. Als minister van Landsverdediging leidde Pierlot het tot stand komen van een eigen Belgisch leger. Dit mondde uit in de oprichting van de 'Brigade Piron', terwijl ook een begin van Belgische Luchtmacht en Zeemacht tot stand kwam.
Als regeringsleider werkte hij samen met Paul-Henri Spaak de naoorlogse politiek en diplomatie uit. Hierbij stapten ze voorgoed af van het neutraliteitsprincipe dat hen niet meer toepasselijk leek en dat vervangen werd door allianties met de landen uit het geallieerde kamp. Nog net voor de regering naar Brussel terugkeerde, ondertekende Pierlot het BENELUX-verdrag, dat tot een nauwe samenwerking tussen Nederland, Luxemburg en België besliste.
De fundamentele meningsverschillen met de koning verhinderden niet dat Pierlot zijn loyaliteit bleef belijden en de bevrijding van de koning in één adem noemde met die van het land. Dit was de boodschap die onder meer via de Belgische uitzendingen van Radio Londen werd gepropageerd.
Pierlot had persoonlijke drama's te verwerken. In april 1941 kwamen twee van zijn zoons om tijdens een treinramp, waarbij ze probeerden hun kameraden uit een vuurpoel te redden. Zijn schoonbroer François De Kinder, die hij naar België uitzond om contacten met de koning tot stand te brengen, werd door de Gestapo opgepakt en terechtgesteld.

### Terug in België
Van einde september 1944 tot begin februari 1945 was Pierlot premier van de eerste naoorlogse Unie-regering. Het werd een regering van 'nationale unie' waar, naast christendemocraten, socialisten en liberalen, ook communisten deel van uitmaakten.
Het kwam erop aan de democratische instellingen weer aan het werk te zetten, de zuiveringsacties van wie gecollaboreerd had door te voeren en hierbij de onvermijdelijke uitspattingen in te perken, de voedselproblemen aan te pakken, de wederopbouw van het land aan te vatten, de communistische dreiging af te wentelen, enz. Pierlot moest ook ondervinden dat spanningen ontstonden tussen 'die van Londen' en diegenen die tijdens de bezetting in het land gebleven waren. Na vier maanden een regering van nationale eenheid te hebben geleid, gaf hij de fakkel door aan de socialist Achiel Van Acker die de oorlog in België had doorgebracht.

## Koninklijke haat
De houding van Pierlot tegenover Leopold III werd in zijn partij slechts door een minderheid gedeeld, zodat hij zich terugtrok uit de politiek en opnieuw advocaat werd. De lectuur van het postuum verschenen 'politiek testament' van de koning, overtuigde hem ervan dat de breuk onherstelbaar was. In weerwil van het feit dat Pierlot de monarchie overeind gehouden had, schreef Leopold: "Hubert Pierlot heeft de monarchie zulke schade berokkend dat ze dit waarschijnlijk nooit meer te boven komt. Bovendien heeft hij de eenheid van het land ondermijnd". De haatcampagnes van royalisten tegen Pierlot zijn blijven duren tot aan zijn dood. Zij werden gevoed door kroonprins Boudewijn die bij een plechtigheid in Aarlen weigerde hem de hand te drukken en later als koning nog meermaals zijn afkeer liet blijken.

## Eerbetoon

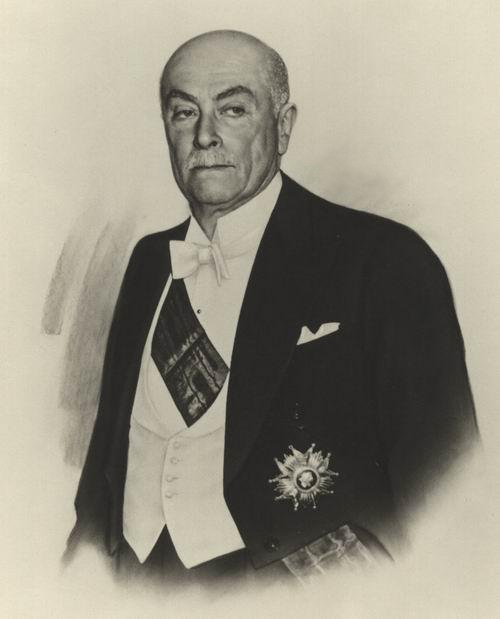
Hubert, graaf Pierlot

In de zitting van de Verenigde Kamers op 19 september 1944, werd Pierlot langdurig toegejuicht en werd hulde gebracht aan het werk geleverd door de Belgische regering in Londen.
Op 3 september 1945 werd hij benoemd tot minister van Staat.
Hij werd geen lid van de CVP.
Het jaar daarop werd hij bij Regentsbesluit (door prins Karel, die hem wel waardeerde) in de erfelijke adelstand opgenomen met de bij eerstgeboorte overdraagbare titel van graaf. In 1948 lichtte hij de open brieven die de adelsverheffing bevestigden en nam als wapenspreuk Pro patria semper.
In 1990 werd in zijn Ardeens geboortedorp Cugnon een monument ter zijner eer opgericht.

## Publicaties
- La législation scolaire de la province de Québec, Brussel, 1911.
- La crise de l'autorité dans l'Etat, in: Journal des Tribunaux, 25/11/1923, col. 704-717.
- La réforme du régime parlementaire, in: La Revue générale, 09.1927, 338-350.
- Aperçu d'une politique d'union catholique, in: La Revue générale, 05.1928, 558-566.
- Les délais et prescriptions en matière de contributions directes, Brussel, 1929.
- Pages d'histoire, in: Le Soir, 5, 6, 8, 9, 10, 11, 12, 13, 16, 17, 18, 19/07 en 10/08/1947.
- Note complémentaire de la Commission d'information instituée par le Roi, en réponse aux "Pages d'Histoire" de M. Pierlot, in: Le Soir, 14 en 15/11/1947.
- Réponse de M. Pierlot à la Commission royale, in: Le Soir, 28 en 29/11/1947.

## Archief
Het archief van Hubert Pierlot wordt bewaard in het Algemeen Rijksarchief en beslaat de periode 1914-1972. Het archiefbestand documenteert de volledige politieke loopbaan van Pierlot, met bijzondere aandacht voor de periode van de Duitse bezetting en de regering in ballingschap (1940-1944). Heel wat stukken over de vooroorlogse periode, de bevrijding en de jaren na de oorlog hebben eveneens een belangrijke historische waarde. Zeldzaam, en dus des te waardevoller, zijn onder meer zijn persoonlijke documenten en de stukken over de familie van Pierlot.
Sedert 1 januari 2019 is dit archief vrij raadpleegbaar.